# هيروفيلوس
هيروفيلوس الخلقدوني ( 335 - 280 ق، م ) هو جراح وعالم تشريح يوناني. أصله من خلقدونية. عاش شطراً كبيراً من حياته في الإسكندرية حيث أسس مدرسة لتعليم التشريح. يُعرف في كثير من الأحيان بـ «أبي علم التشريح».